# Francisco Vega Ceide
Francisco Vega Ceide, (Castro de Rey (Lugo), 22 de mayo de 1912 - Aravaca (Madrid), noviembre de 1936) fue un poeta español, de seudónimo Francisco de Fientosa, de corta carrera porque murió asesinado a inicios de la Guerra Civil. 

## Biografía
Nacido en la parroquia de Santa Leocadia, Castro de Rey (Lugo), era hijo de Francisco Vega Murias, natural de santa María de Outeiro, y de Modesta Ceide Rodríguez, de Santa Leocadia. Sus abuelos por línea paterna fueron Blas Vega Álvarez, natural de Santa Catalina de Pousada (Pastoriza), y que a la sazón residía en Outeiro, y Josefa Murias Fernández, vecina de Outeiro; y por línea materna, Manuel Ceide, natural de san Martín de Goberno, vecino que había sido de Outeiro, y María Hermenegilda Rodríguez Díaz, natural de san Salvador de Balmonte, vecina que había sido de santa Leocadia. Era pariente y discípulo del escritor José Ramón Crecente Vega (1896-1948).
Francisco Vega pasó su infancia en Vegadeo y a la muerte de sus padres se trasladó a Oviedo, ciudad donde estudió magisterio, ejerciendo por un tiempo la enseñanza en Asturias; compaginó la docencia con los estudios de filosofía y letras a través de la Universidad Central. Se encontraba en Madrid preparando oposiciones cuando estalló la Guerra Civil de 1936. En la confusión creada durante las primeras semanas de la rebelión contra la Segunda República, parece que fue asesinado por algunos de sus compañeros de estudios, celosos o envidiosos de Vega Ceide. Acabada la guerra, el 26 de junio de 1939, se celebró el funeral por su eterno descanso en la iglesia de Santa Leocadia y se publicó la nota necrológica siguiente: 

El señor Don Francisco Vega Ceide (Francisco de Fientosa), Licenciado en Filosofía y Letras, murió por Diós y por la Patria vilmente asesinado por las hordas marxistas en Madrid, en el mes de noviembre de 1936 a los 24 años de edad. R.I.P.

Su nombre figuraba, junto con otros, en la lápida conmemorativa que la Universidad Complutense erigió en recuerdo de los profesores y estudiantes universitarios asesinados en la zona republicana de Madrid.

## Obra literaria
Literariamente tomó el seudónimo de "Francisco da Feitosa”. Escribió mayormente en castellano y también en gallego. A pesar de haber vivido solamente veinticuatro intensos años quedaron publicadas las siguientes obras:
- Lendas, (Leyendas) que salió de imprenta en 1931, libro de poemas en gallego hoy desaparecido.
- Triángulo isósceles, poemario publicado en Madrid en 1934.
- El alba de Quechemarín, obra de poemas publicada en Santiago en 1935.[3]

Cuando fue asesinado, tenía concluidos otros dos volúmenes:  
- El Trébol de cuatro hojas, obra poética redactada en 1936.
- Gente Cordial, obra en prosa.